# Britney & Kevin: Chaotic
Britney & Kevin: Chaotic... The DVD & More è un DVD della cantante statunitense Britney Spears, pubblicato il 27 settembre 2005 con il DVD della serie dall'omonimo titolo. Contiene un CD bonus: il primo EP della cantante contenente quattro canzone inedite.
Nel DVD sono contenuti i cinque episodi del reality omonimo di Britney e l'ex-marito Kevin Federline. L'EP ha venduto 650 000 copie.

## Tracce

### CD bonus
1. Chaotic – 3:33 (Michelle Bell, Henrik Jonback, Pontus Winnberg)
2. Someday (I Will Understand) – 3:38 (Britney Spears)
3. Mona Lisa – 3:27 (Teddy Campbell, Dave Kochanski, Britney Spears)
4. Over To You Now – 3:42 (Guy Sigsworth, Imogen Heap, Robyn, Alexander Kronlund) – Bonus track UK e giapponese
5. Someday (I Will Understand) (Hi-Bias Signature Radio Remix) – 3:46 (Britney Spears) – Bonus track internazionale

### DVD
1. Can You Handle My Truth? – 35:22
2. Who Said Anything About Love? – 19:48
3. Scared To Love You – 18:42
4. Magic Happens – 18:47
5. Veil Of Secrecy – 42:10

Bonus Features
- The Making of: Someday (I Will Understand) – 6:30
- Music Video: Someday (I Will Understand) – 3:50
- Music Video: Do Somethin' – 3:32
- Never Before Seen Footage – 29:34
- The Wedding Album – 3:03

## Singoli
Someday (I Will Understand) è stato pubblicato come primo ed unico singolo dell'EP. Fu pubblicato solo in Asia, Europa continentale e Sudafrica come CD singolo con diversi remix della canzone; fu accompagnato da un video diretto da Michael Haussman. Someday (I Will Understand) è una canzone completamente nuova, scritta dalla stessa Spears. Il singolo pubblicato in Giappone conteneva in aggiunta il DVD della serie "Britney & Kevin: Chaotic" e un remix del singolo. Il video musicale fu presentato dopo l'ultima puntata della serie "Britney & Kevin: Chaotic" e fu pubblicato in DVD.

## Stili musicali e temi
Il Bonus CD contiene tracce nuove e scarti derivanti dall'ultimo album In The Zone; incomincia con la title track Chaotic, scritta e prodotta dal duo svedese Bloodshy & Avant, che avevano co-scritto per la Spears la hit Toxic. Era stata registrata per l'album In the Zone, ma non era mai stata pubblicata fino ad allora. La canzone è stata estratta come singolo promozionale solo per le radio giapponesi La seconda canzone è Someday (I Will Understand), unico singolo estratto. È una ballata pop, composta due settimane prima di scoprire di essere incinta. Il brano è stato prodotto da Guy Sigsworth. La terza canzone, intitolata Mona Lisa, era stata presentata la demo in precedenza alla stazione radio KIIS FM il 31 dicembre 2004. Questo brano diede ai fan la speranza dell'uscita di un nuovo album in studio che avrebbe dovuto essere pubblicato più tardi quell'anno. La Spears aveva intitolato il progetto "The Original Doll", progetto che fu però cancellato; la canzone fu così riarrangiata con un testo differente. Nelle edizioni inglese e giapponese troviamo un quarto titolo come bonus track: Over to You Now, altro scarto di In The Zone.
Sarebbe dovuta essere inserita anche And Then We Kiss, ma per ragioni sconosciute è stata rimossa dalla tracklist e sostituita con il remix di Someday presente nelle edizioni internazionali.

## The Original Doll
Come detto in precedenza, sarebbe dovuto uscire un album, intitolatosi The Original Doll. Nell'album dovevano essere incluse anche le canzoni inedite registrate tra la fine del 2004 e gli inizi del 2005: Like I'm Fallin' e Giving It Up for Love assieme a Guilty, Money, Love and Happiness, Take Off, Ouch, Peep Show e Sippin’ On, canzoni poi pubblicate in rete.
In questo caso la casa discografica della Spears, la JIVE, decise che pubblicare l'album sarebbe stato troppo rischioso per via della gravidanza.
Nacque una fortissima attenzione mediatica per via dei singoli mai pubblicati Rebellion (di cui Britney aveva rilasciato una piccola parte sul suo sito nel 2006) e Mona Lisa, presentato anche in una radio, infatti secondo alcuni la prima canzone parlasse della pressione da parte di spiriti sulla Spears. La teoria divenne ancora più conosciuta dopo il crollo mentale della cantante anni dopo. La diretta interessata non ha mai smentito o confermato tutto.